# سیارک ۱۸۰۱۵
سیارک ۱۸۰۱۵ (به انگلیسی: 18015 Semenkovich، نامگذاری:1999JD121) هجده هزار و پانزدهمین سیارک کشف شده‌است که در ۱۳ مه ۱۹۹۹ کشف شد.
قدر مطلق سیارک برابر ۱۵.۵ است.